# PC-BSD
PC-BSD er et grafisk skrivebordsmiljø baseret på FreeBSD.
PC-BSD er, som en gren af FreeBSD, også en fjernere gren af det professionelle styresystem UNIX. Det er udviklet af Kris Moore og nye versioner udkommer hvert halve år. Blandt mulighederne er at afvige fra standardmiljøet KDE, samt at installere programmer med få museklik gennem txz-teknologien, som ikke adskiller oplevelsen fra .tar.gz filer. Systemet samt opdateringer tilbydes gratis.
Systemet er især robust mod computervirus og crackere, og har relativt lave hardware-krav. Styresystemet kommer med dansk tekst. PC-BSD og PC-BSD logo er registrerede varemærker tilhørende iXsystems.

## Fodnoter
1. ↑  FreeBSD Security Information